# Funeral Sanctum
Funeral Sanctum — третий студийный альбом американской дэт-метал-группы Witch Vomit, выпущенный 5 апреля 2024 года на лейбле 20 Buck Spin Records. Песни «Blood of Abomination» и «Black Wings of Desolation» вышли в качестве синглов. Альбом получил положительные отзывы от музыкальных критиков, которые отметили, что Witch Vomit привнесли в свою музыку элементы блэк-метала (в частности Dissection).

## История
Спустя 5 лет после выхода предыдущего альбома, 16 февраля 2024 года, вышел сингл «Blood of Abomination». Хэшер Кинэн из Metal Sucks написал, что песня «агрессивная, но при этом в ней достаточно злобной мелодичности, чтобы зацепить слушателя». Второй сингл «Black Wings of Desolation» вышел 13 марта.
Funeral Sanctum был записан в ноябре 2023 года на студии Red Lantern Studios. Релиз альбома состоялся 5 апреля 2024 года на лейбле 20 Buck Spin Records. Запись и сведение выполнил Эван Мерски, известный по работе с Mortiferum, Mournful Congregation и Triumvir Foul. Мастерингом занимался Дэн Лаундс, ранее работавший с Leviathan, Gehenna и Cerebral Rot, в Resonance Sound Studio. Обложку нарисовал Мэтт Стиккер, сотрудничавший с Power Trip, Outer Heaven и Exhumed. В поддержку альбома Witch Vomit отправились в тур по США под названием «Funeral Sanctum Tour 2024» совместно с Phobophilic и Mortal Wound, который пройдёт в апреле—мае.

## Отзывы критиков
| Оценки критиков | Оценки критиков |
| Источник        | Оценка          |
| --------------- | --------------- |
| metal.de        | [ 7 ]           |
| Metal Sucks     | [ 8 ]           |
| Sputnikmusic    | [ 9 ]           |

Альбом получил положительные отзывы от музыкальных критиков. Ханс Фёлькель в рецензии для metal.de пишет: «прекрасная духовная жилка Autopsy соединяется с плавностью Entombed, деликатностью Bolt Thrower и жизнерадостностью Dissection». Мэнди Сайт из Metal Sucks назвала Funeral Sanctum претендентом на звание лучшего альбома года, и написала, что релиз «выходит за рамки дэт-метала и развивает жанр». Дж. Эндрю, редактор журнала Decibel, сравнил музыку альбома с творчеством «Necrophobic, смешанных с ранними Amorphis», и назвал Funeral Sanctum одним из лучших альбомов года. Рецензент Sputnikmusic Василис С. описал альбом как «спиритический сеанс тьмы» и отметил сходство Funeral Sanctum с творчеством Dissection, прослеживающееся во всём, начиная от музыки и заканчивая обложкой и названиями песен.

## Список композиций
| №                   | Название                       | Длительность |
| ------------------- | ------------------------------ | ------------ |
| 1.                  | «Dying Embers» (интро)         | 1:35         |
| 2.                  | «Endless Fall»                 | 3:14         |
| 3.                  | «Blood of Abomination»         | 2:22         |
| 4.                  | «Serpentine Shadows»           | 5:09         |
| 5.                  | «Decaying Angelic Flesh»       | 3:30         |
| 6.                  | «Black Wings of Desolation»    | 4:26         |
| 7.                  | «Dominion of a Darkened Realm» | 3:08         |
| 8.                  | «Endarkened Spirits»           | 1:00         |
| 9.                  | «Abject Silence» (интерлюдия)  | 2:00         |
| 10.                 | «Funeral Sanctum»              | 4:08         |
| Общая длительность: | Общая длительность:            | 30:32        |

## Участники записи
Участники группы
- Filth — ударные
- Tempter — гитара, вокал
- JG — бас-гитара
- CL — гитара

Технический персонал
- Эван Мерски — запись, сведение
- Дэн Лоундс — мастеринг
- Мэтт Стиккер — обложка
- Лукас Форте — обложка
- Дэн Фрид — оформление